# إنغريد كريستيانسن
إنغريد كريستيانسن (بالنرويجية البوكمول: Ingrid Kristiansen)‏ هي منافسة ألعاب القوى نرويجية، ولدت في 21 مارس 1956 في تروندهايم في النرويج.

## وصلات خارجية
- إنغريد كريستيانسن على موقع الاتحاد الدولي لألعاب القوى (الإنجليزية)
- إنغريد كريستيانسن على موقع اللجنة الأولمبية الدولية (الإنجليزية)
- إنغريد كريستيانسن على موقع أوليمبيديا (الإنجليزية)
- إنغريد كريستيانسن على موقع IMDb (الإنجليزية)
- إنغريد كريستيانسن على موقع الموسوعة البريطانية (الإنجليزية)